# Stroj
Stroj (hovorově také mašina) je obecné označení pro účelová, obvykle mechanická nebo elektromechanická zařízení na přeměny a využití energie, jimiž člověk rozšiřuje své síly a možnosti. Stroje neobyčejně ulehčily a zrychlily lidské činnosti v nejrůznějších oborech a významně se podílejí na bohatství moderních společností. Od jednodušších nástrojů se liší větší složitostí a obvykle i tím, že využívají jiné než svalové energie a často mají vlastní pohon. Jednoduché stroje jsou mechanická zařízení, která transformují mechanické síly a zachovávají si tradiční název, ačkoliv jsou to vlastně nástroje. Energetické stroje slouží k přeměně jednoho druhu energie (např. gravitační, tepelné, chemické) na jiný, nejčastěji na točivý mechanický pohyb (motory). Výrobní stroje se podílejí na výrobě různých statků, dopravní stroje obstarávají dopravu a podobně. Od 20. století nabývají na významu automatizované stroje a automaty, které "mechanizují" nejen pohyb nástroje, ale i jeho řízení.

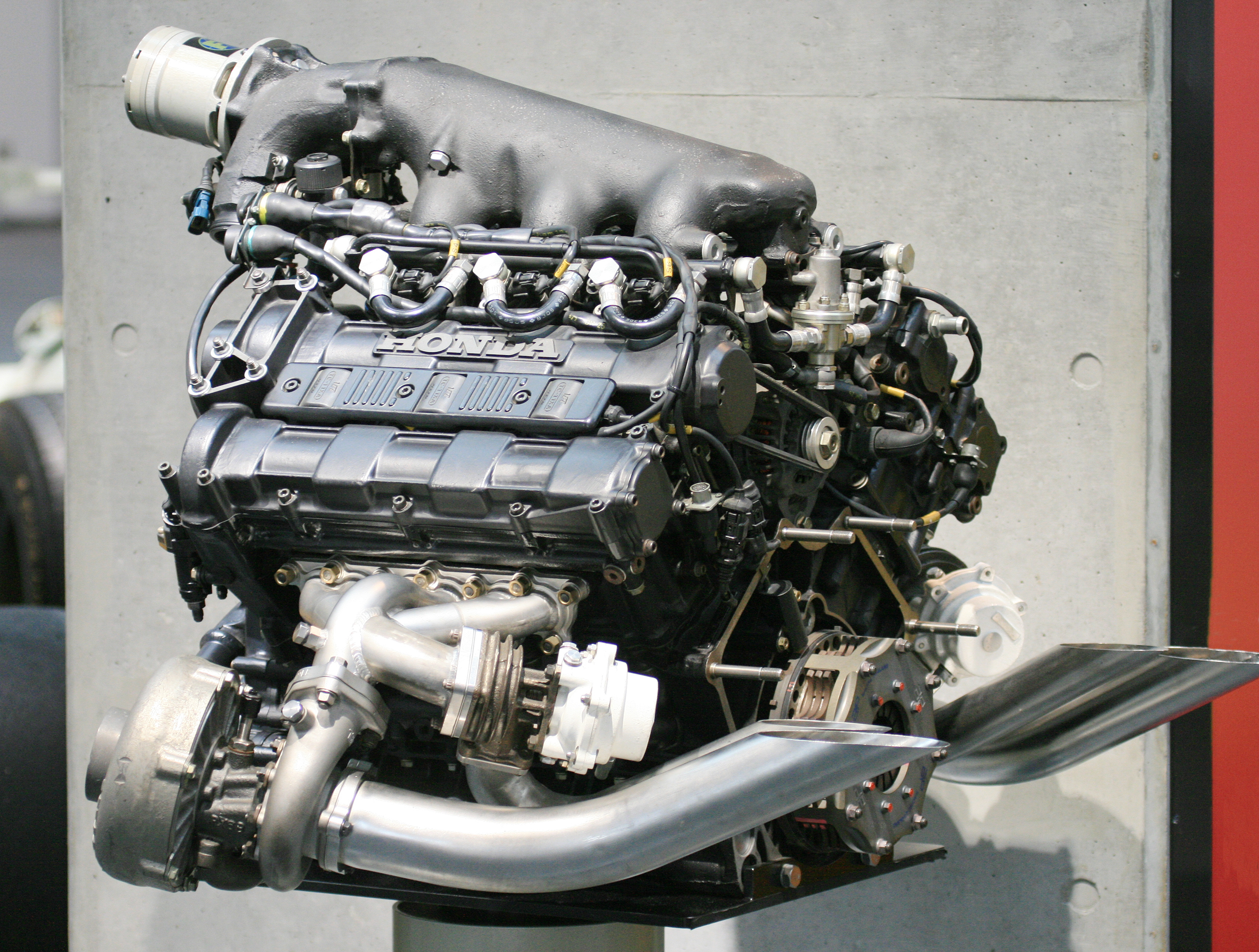
Motor závodního auta Honda F1.

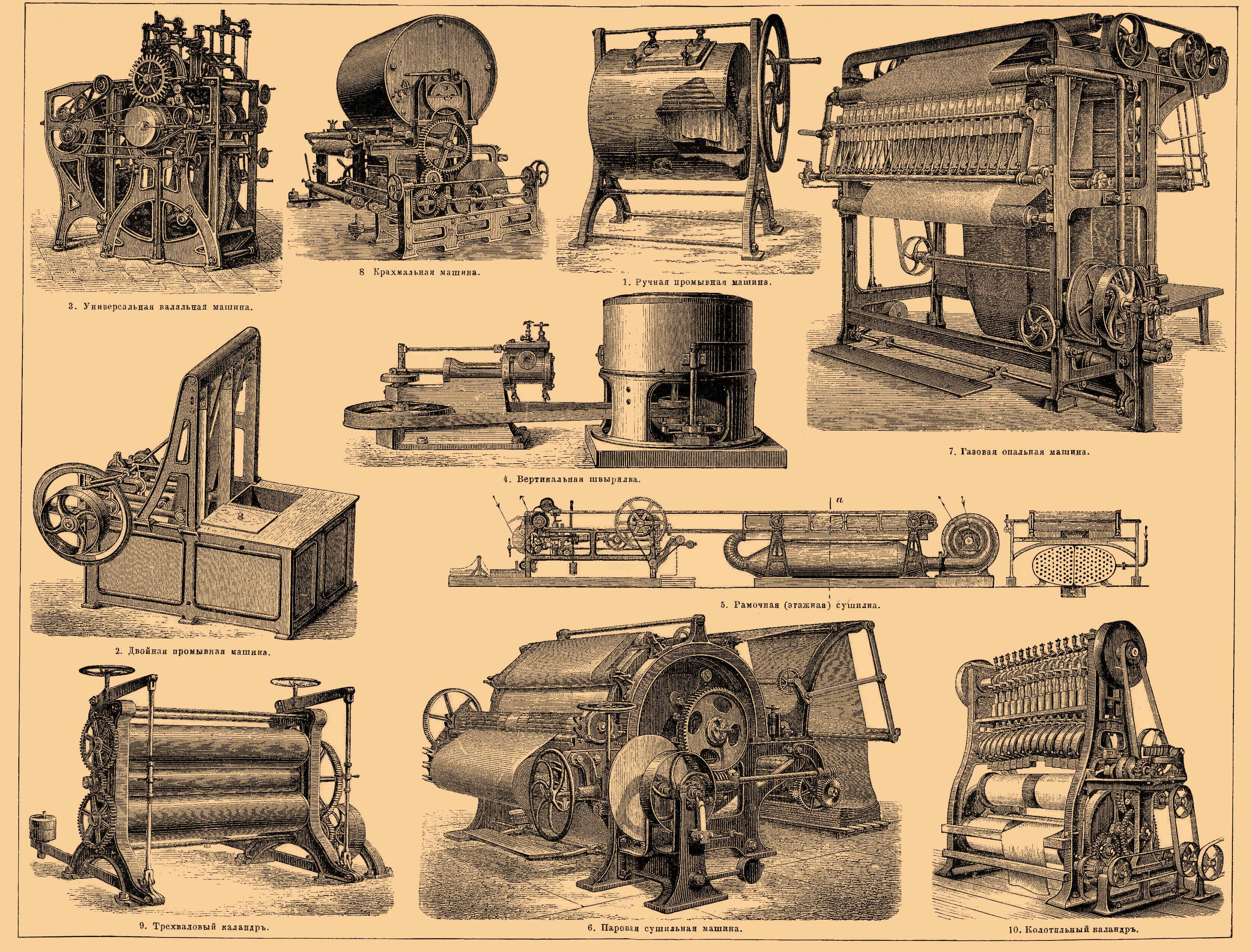
Stroje (Encyklopedie Brockhaus-Jefron, 1890)

## Vymezení pojmu
Protože se jedná o obecné označení, není rozsah pojmu přesně vymezen. V běžné řeči se slovo nejčastěji používá pro složitější zařízení s vlastním pohonem. V moderních společnostech se užívá velké množství velmi rozmanitých strojů, které se proto v odborné literatuře dále specifikují a třídí (např. na stroje hnané, vložené a hnací, nebo na stroje dopravní, výrobní, stavební, tepelné, zemědělské a mnohé další).
Německý mechanik Franz Reuleaux roku 1876 napsal, že stroj je „kombinace tuhých těles, uspořádaných tak, aby jejich prostřednictvím bylo možné přimět přírodní síly vykonávat práci, provázenou určitým pohybem.“ Podle J. J. Uickera (2003) a dalších je stroj „zařízení k aplikaci síly nebo ke změně jejího směru“, kdežto podle J. M. McCarthyho a kol. je stroj systém „obecně tvořený zdrojem síly a mechanismem pro řízené využití této síly“. 
Moderní stroje jsou složité systémy z mnoha strukturálních prvků, mechanismů a řídících prvků, vybavené účelným interface pro pohodlné a bezpečné použití. Příkladem mohou být nejrůznější vozidla, lodi a letadla, domácí stroje, zemědělské, těžební a stavební stroje, vodní a vzdušná čerpadla, obráběcí stroje, ale i tovární automaty a roboty. 
Mezi stroje se někdy počítají i další složitější mechanická nebo elektrická zařízení jako transformátory, výpočetní a elektronické systémy, regulační mechanizmy atd. Často se vyskytují sestavy většího počtu strojů a přístrojů poskládaných do jednoho výsledného technického zařízení, například automatizované výrobní linky.

## Etymologie
České slovo stroj pochází ze staročeského slovesa „strojiti“, které znamenalo stavět, budovat, a původní význam slova stroj byla patrně lovecká past.  Hovorové „mašina“ přešlo do češtiny z němčiny, která je převzala koncem středověku z francouzského machine, z latinského machina a řeckého méchané. O strojích se začalo hovořit ve starověku u složitých obléhacích strojů a v renesanci u jevištních strojů na pohyb kulis i herců na jevišti. Odtud latinské „deus ex machina“ o božstvu, které nečekaně přijede na voze nebo se spustí shůry. 

## Historie

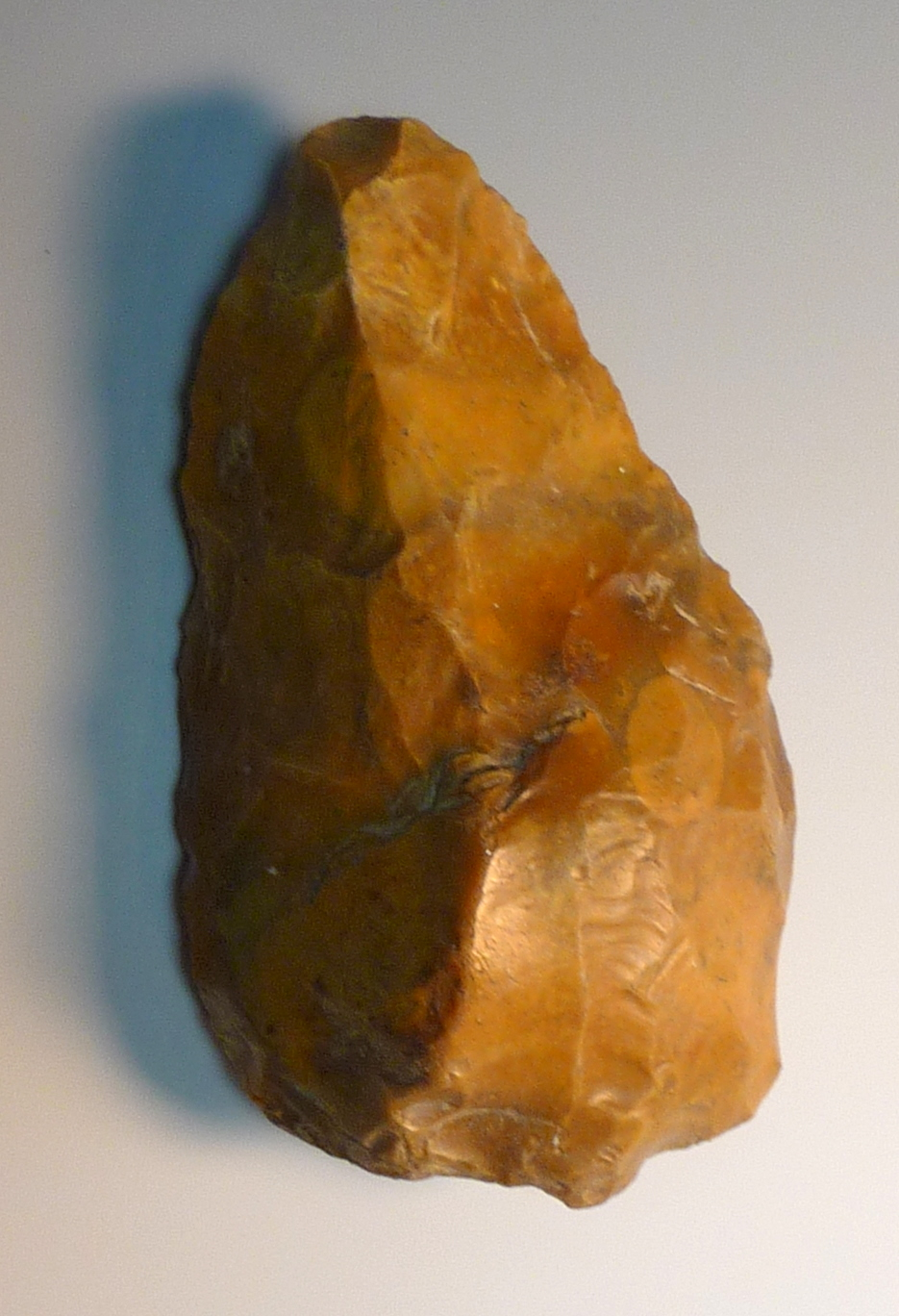
Pazourkový pěstní klín

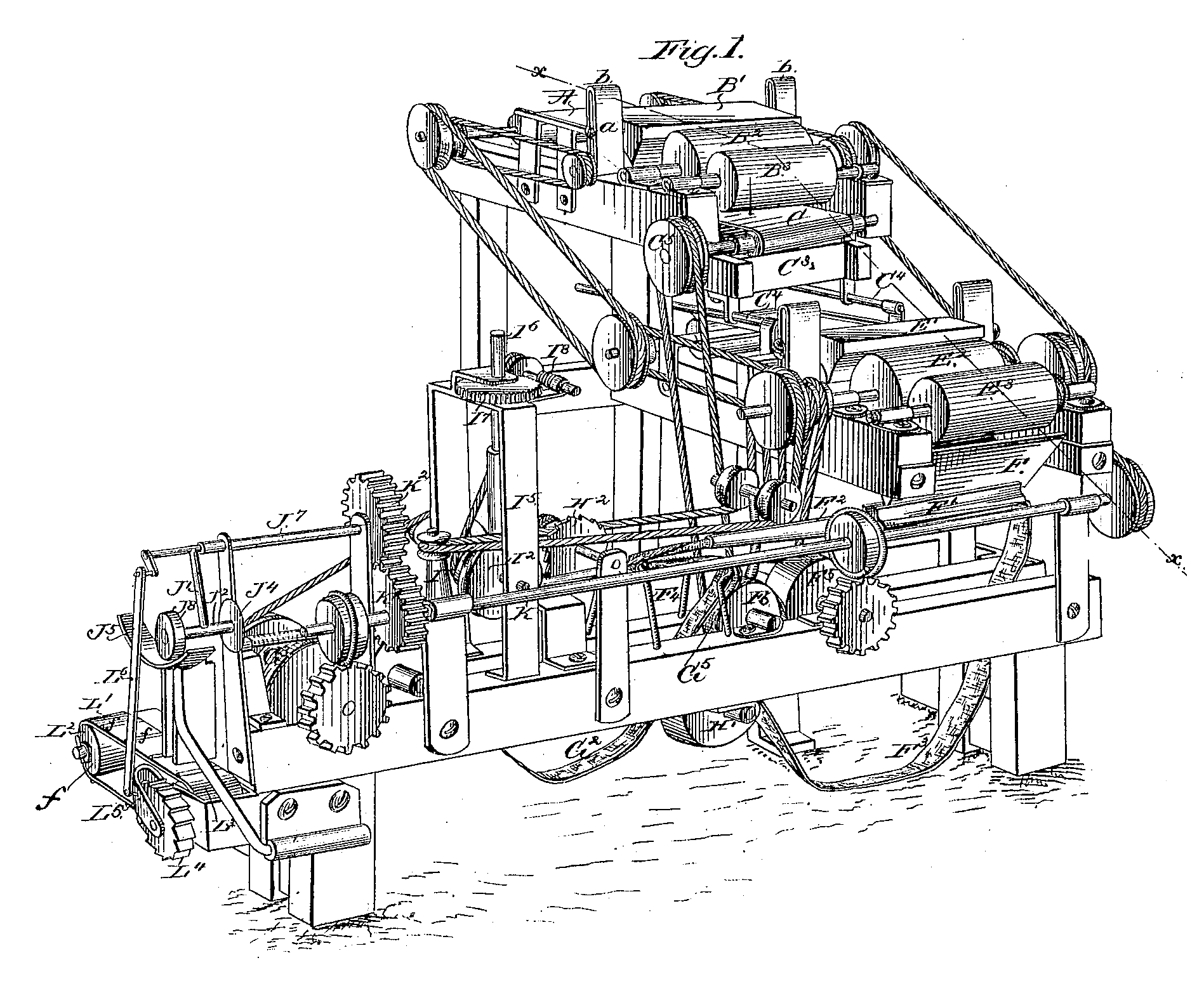
Bonsackův stroj na výrobu cigaret (patentován 1881)

Ruční sekera, pazourek opracovaný do tvaru klínu, proměňuje sílu ruky v příčné síly, které mohou rozštěpit opracovávaný předmět, například kus dřeva. Ruční sekera je příklad nejstaršího jednoduchého stroje, totiž klínu. Druhý nejstarší z klasických jednoduchých strojů je nakloněná rovina, užívaná od nejstarších dob k posouvání těžkých předmětů. Ostatní jednoduché stroje byly patrně vynalezeny na Blízkém východě: kolo i kolo na hřídeli v dnešním Iráku někdy v 5. tisíciletí př. n. l., podobně jako páka, která se užívala jako vahadlo i ke stěhování těžkých břemen. O dva tisíce let později se rovněž v Mezopotámii vyskytuje vahadlo na zvedání vody ze studně. Nejstarší doklady pro kladku sahají do 2. tisíciletí př. n. l. a při stavbě egyptských pyramid se užíval klín, páka a nakloněná rovina, možná i kladka. Poslední z klasických jednoduchých strojů, šroub, se poprvé objevuje v první polovině 1. tisíciletí př. n. l.
Tři jednoduché stroje, totiž páku, kladku a šroub, zkoumal ve 3. století př. n. l. řecký filosof Archimédés, který přesně popsal působení páky. Pochopil, že čím delší je rameno páky, tím menší síla je třeba na zvednutí břemene, ale po tím větší dráze musí působit. Pravděpodobně také vynalezl rumpál. Řecké chápání se však omezovalo na statickou rovnováhu sil a nevšímalo si dynamiky, takže neobjevilo fyzikální pojem práce. 
První stroje s vodním pohonem, vodní kolo a mlýn, vznikly patrně také na Blízkém východě někdy ve 4. století př. n. l., kdežto první větrné mlýny a čerpadla vznikla až v islámském období, patrně v 9. století. První stroj s parním pohonem, otáčivý rožeň s turbínou, popsal egyptský inženýr Taqui al-Din roku 1551. Nejstarší zprávy o kolovratu na spřádání bavlny pocházejí z 11. století v Indii. Úplný fyzikální popis jednoduchých strojů vydal až Galileo Galilei v knize „Le Meccaniche“ roku 1600.
Průmyslová revoluce je období zhruba mezi léty 1750 a 1850, kdy změny v zemědělství, strojírenství, těžebním průmyslu i v dopravě a technologiích hluboce proměnily společenské, ekonomické a kulturní podmínky života. Začala ve Velké Británii, odkud se rozšířila do západní a střední Evropy, do Spojených států, Japonska a postupně do celého světa. Roku 1782 patentoval James Watt pákový mechanismus, který umožnil konstrukci dvojčinného parního stroje, výkonnějšího a kompaktnějšího než „atmosférické“ stroje. Dále vyvíjené parní stroje poháněly parní lokomotivy, parní lodi a celé továrny, nejprve textilní. 
Od druhé poloviny 18. století začala v částech Velké Británie starší ekonomii, založenou na ruční práci a pohonu tažnými zvířaty, nahrazovat výroba pomocí strojů. Vedle mechanizace textilního průmyslu v tom hrály hlavní roli pokroky ve výrobě oceli a rostoucí využívání uhelného koksu. Koncem 19. století způsobily další podstatnou změnu pokroky ve využití elektřiny, kdy jeden mohutný parní stroj nahradilo mnoho kompaktních elektromotorů, takže strojní výroba se nemusela soustřeďovat do obrovských továren.

## Jednoduché stroje

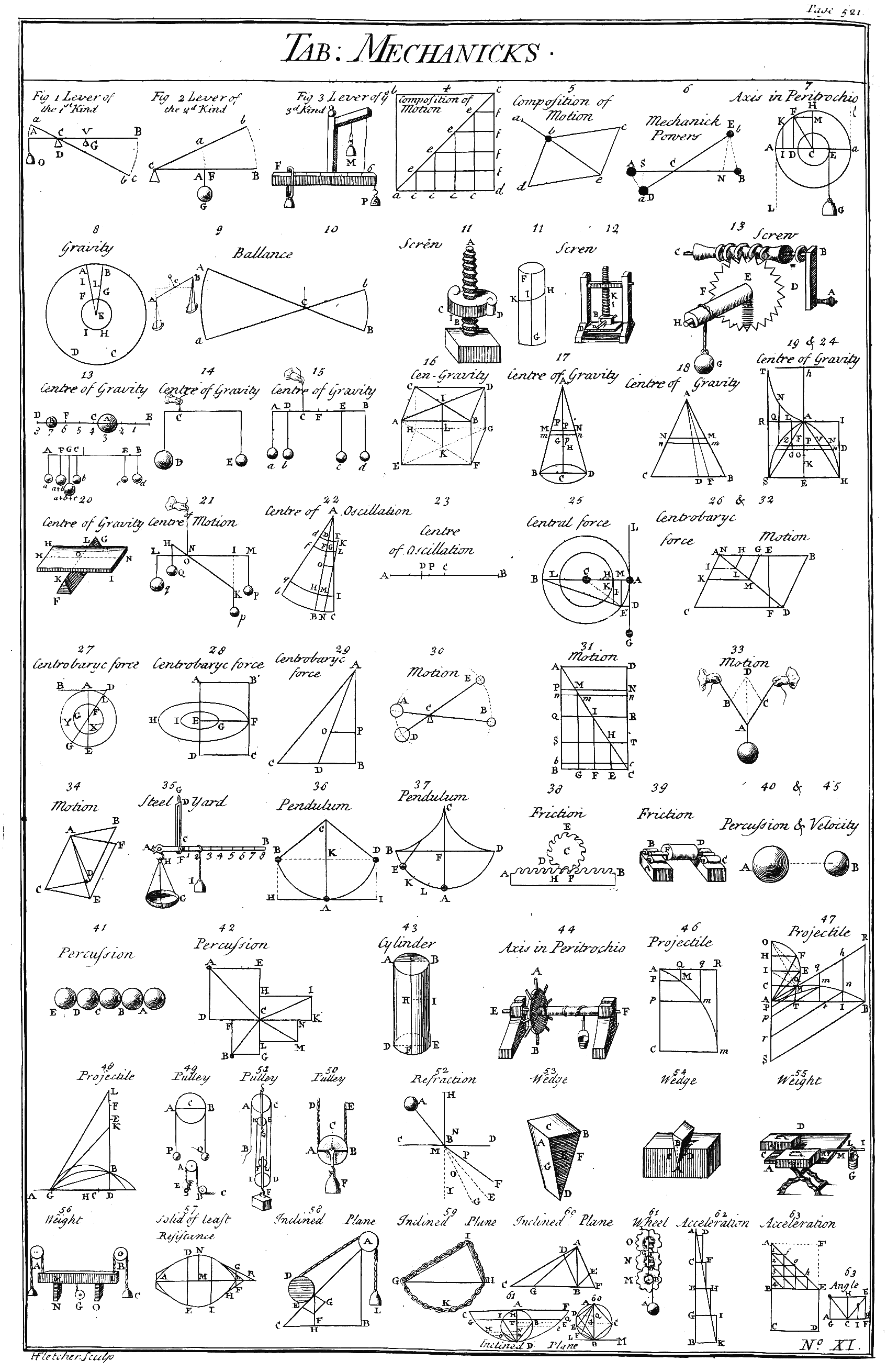
Tabulka jednoduchých strojů (Chambers Cyclopedia, 1728)

Jednoduché stroje představovaly jakýsi „slovník“ pro pochopení složitějších strojů, dokud byly čistě mechanické. 
Myšlenka, že stroj lze rozložit na jednoduché pohyblivé prvky, vedla Archiméda k definici páky, kladky a šroubu jako „jednoduchých strojů“. V renesanci k nim přibylo kolo na hřídeli, klín a nakloněná rovina. Moderní přístup ke strojům se soustřeďuje na součástky, které umožňují a přenášejí pohyb, například klouby. 
Klín, ruční sekera  (také pěstní klín nebo biface) proměňuje svoji podélnou sílu a pohyb na příčnou štípající sílu nebo pohyb obráběného kusu. Síla je sice omezena silou člověka, klín ji však zvětšuje koeficientem 1/tg α, kde α je úhel vrcholu (břitu) klínu. Stejným koeficientem se zmenšuje rychlost bočních sil. Boky klínu mohou tvořit i kluzné (prizmatické) vedení pro přímočarý pohyb. 
Páka je podlouhlé těleso, které se otáčí kolem pevného bodu, případně čepu, který může být na konci páky (jednoramenná páka) nebo někde v její délce (dvouramenná páka). Protože body vzdálenější od osy otáčení páky se pohybují rychleji než body bližší, může se síla, aplikovaná na pohyblivém konci páky, v bližších bodech znásobit koeficientem a/b, kde a je vzdálenost bodu působení síly od osy a b je vzdálenost bodu, kde je zavěšeno břemeno. 
Kolo působí jako páka, která usnadňuje překonání tření v ložisku (uložení) kola. Vhodnou volbou materiálu případně mazání lze navíc i koeficient tření v ložisku podstatně snížit vůči koeficientu tření vlečeného tělesa. Podobnost mezi kolem a pákou z hlediska sil je dobře patrná u různých rumpálů a navijáků, které představují kolo na hřídeli. Naproti tomu kladka nezesiluje působící sílu, nýbrž mění její směr. Teprve kombinace dvou nebo více kladek (kladkostroj) umožňuje výrazné zvýšení působící síly, ovšem za cenu delší dráhy jejího působení.
Nakloněná rovina se podobá působení klínu a snižuje sílu, potřebnou pro posun břemene vzhůru o koeficient, rovný 1/tg a. Také působení šroubu lze chápat jako působení nakloněné roviny, namotané na válcovém otáčivém dříku jakožto závit. 

## Mechanické systémy

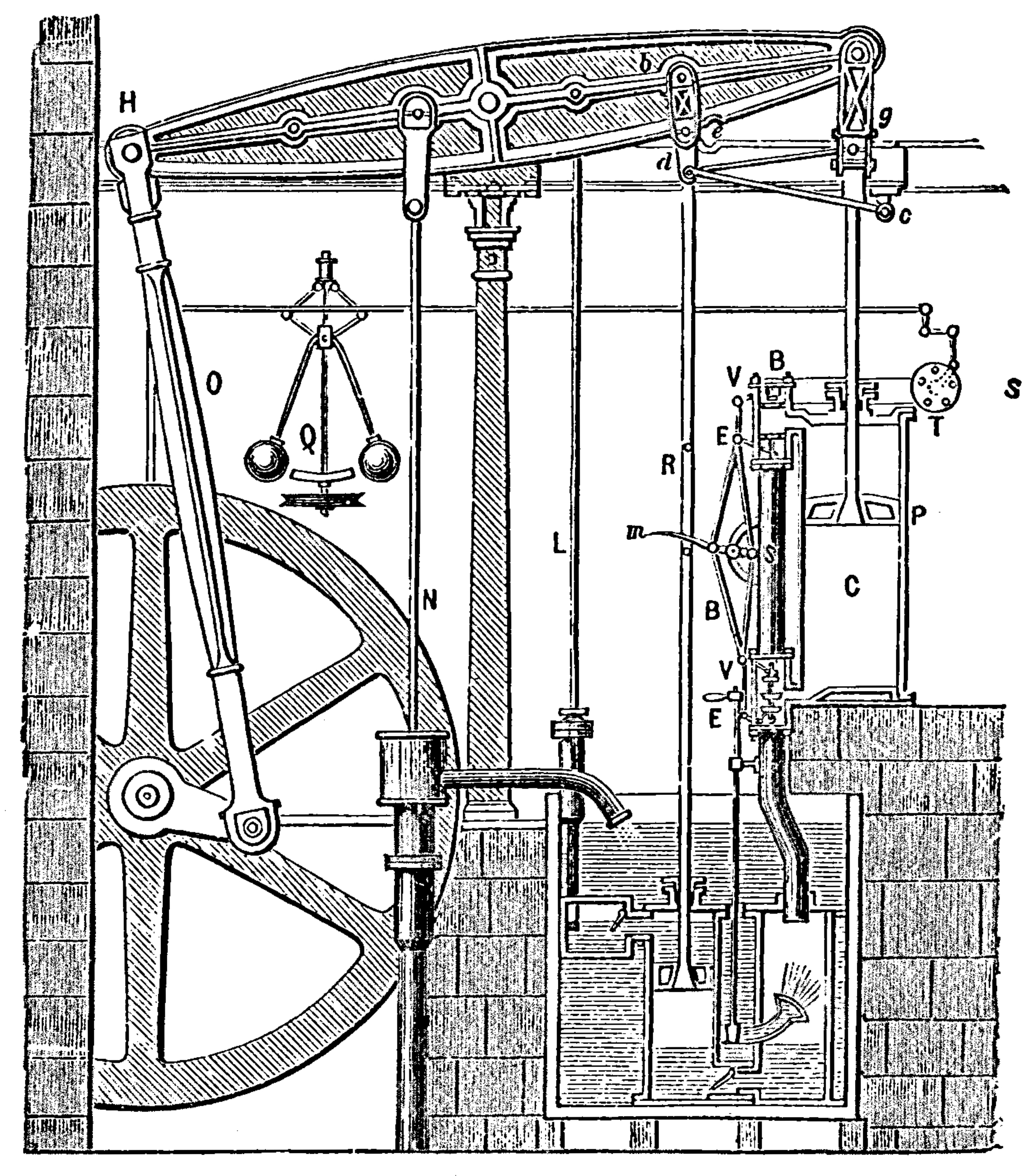
Parní stroj Boulton & Watt, 1784

Mechanický systém využívá sílu k nějakému účelu, který zahrnuje síly a pohyby. Moderní stroje se skládají ze: 
1. zdroje síly a akčních členů, jež aktivují síly a pohyb;
2. soustavy mechanismů, které utvářejí vstup z akčních členů k určité aplikaci výstupních sil a pohybů;
3. řídící mechanismus se sensory, který porovnává výstup se stanoveným cílem a podle toho řídí akční členy;
4. interface pro operátora, složený z pák, přepínačů a displejů.

Lze to ukázat na Wattově parním stroji (obrázek), kde sílu vyvozuje pára, jež expanduje a pohání píst. Táhlo a klika mění lineární pohyb pístu na otáčivý pohyb výstupního hřídele s odstředivým regulátorem, který ovládá ventil pro vstup páry do pracovního válce. 

## Zdroje síly

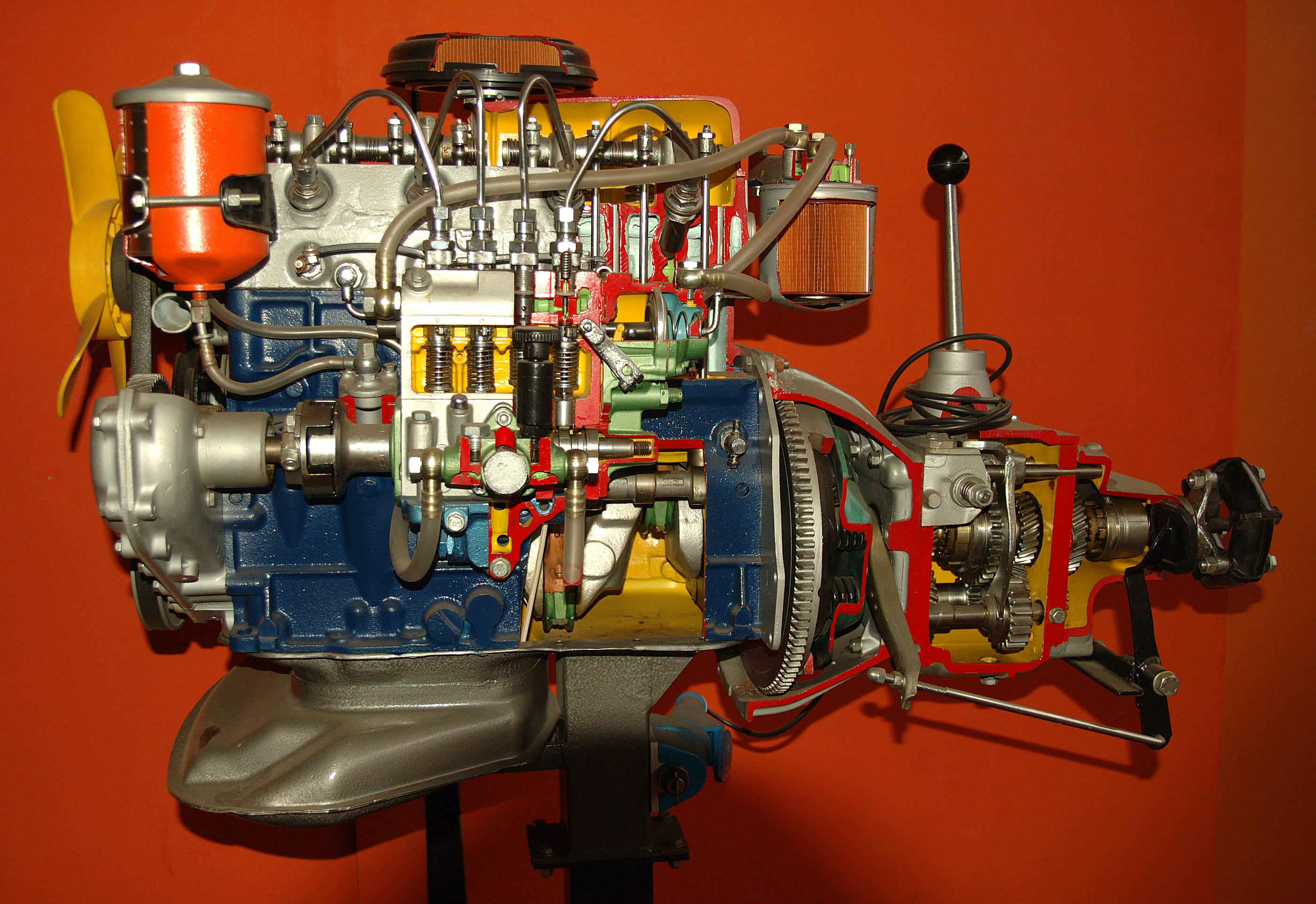
Dieselův motor, třecí spojka a převody automobilu

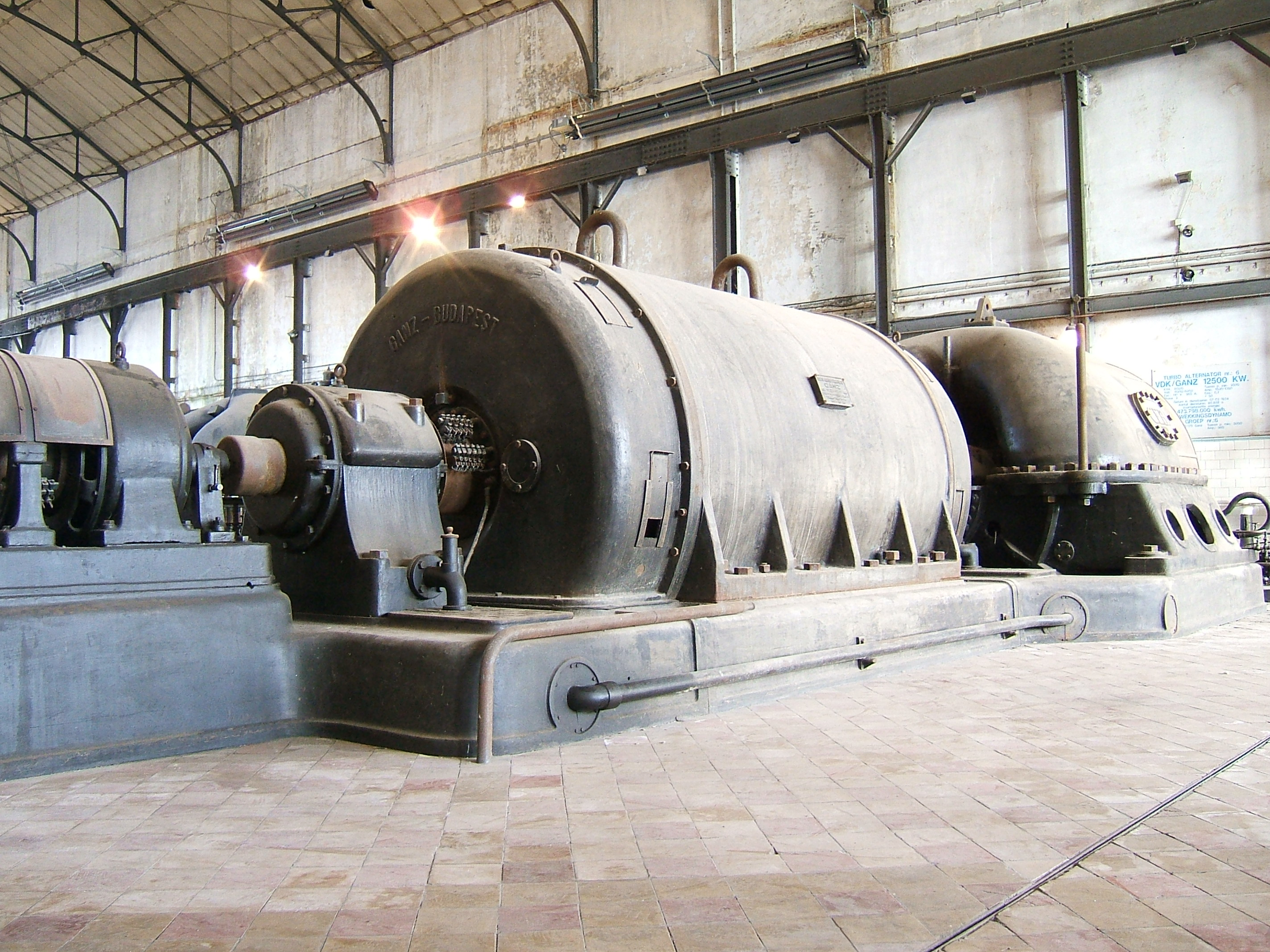
Starší generátor firmy Zwevegem, Belgie

Původním zdrojem síly pro staré stroje byla svalová síla lidí a zvířat. 
Vodní kolo se objevilo kolem roku 300 př. n. l. a využívalo tekoucí vodu k vytvoření otáčivého pohybu pro pohon mlýnů, zpracování dřeva, obrábění a textilní výrobu. Moderní vodní turbíny užívají vodu z přehrad k pohonu elektrických generátorů. 
Starší větrné mlýny zachycovaly sílu větru a měnily ji na otáčivý pohyb mlýnského složení. Moderní větrné turbíny vyrábějí elektrický proud, který pohání elektrické motory, akční členy mechanických systémů. 
Motor je fyzikální zařízení, které obstarává pravidelný, nejčastěji otáčivý pohyb. Parní stroj užívá teplo k výrobě páry v tlakové nádobě a expandující pára pohání píst nebo turbínu. Je to tepelný motor s vnějším spalováním.
Automobilový motor je naopak motor s vnitřním spalováním, protože spaluje v exotermické chemické reakci palivo uvnitř válce a expandující plyny užívá k pohonu pístu. Také tryskový motor je motor s vnitřním spalováním. Pomocí turbíny stlačuje vzduch a spaluje jej smíšený s palivem a expandující plyny pak pohánějí letadlo
Elektrárna teplem ze spalování uhlí nebo zemního plynu generuje v kotli páru, jež otáčí parní turbínou a elektrickým generátorem. Jaderná elektrárna užívá teplo z jaderného reaktoru k výrobě páry a pohonu turbín. Vyrobená elektřina se přivádí rozvodnou sítí pro průmyslové i osobní potřeby. 
Electrické motory užívají střídavý (st, AC) nebo stejnosměrný (ss, DC) proud a mění jej na otáčivý pohyb. Elektrické servomotory slouží jako akční členy mechanických systémů od robotů až po moderní letadla. 
Hydraulické a pneumatické systémy užívají čerpadla s elektrickým pohonem a tlaková voda nebo stlačený vzduch pak pohánějí akční členy strojů. Užívají se například tam, kde hrozí nebezpečí výbuchu, kde jsou třeba velmi vysoké otáčky (vzduchová  turbína u zubařských vrtaček) nebo značné síly (hydraulické lisy, jeřáby, stavební stroje).

## Mechanismy
Mechanismy mechanických systémů se skládají z částí strojů, které tvoří strukturu systému a které řídí jeho chod. Mezi strukturní součásti patří části rámu stroje, ložiska, drážky a pera, pružiny, těsnění, spojovací prvky a kryty. Podle geometrického uspořádání lze rozlišit:
- Planární mechanismus je soustava pák a kloubů, které se pohybují v rovnoběžných rovinách, osy otáčení jsou k nim kolmé.
- Sférický mechanismus je systém, jehož součásti se pohybují po soustředných kulových plochách.
- Prostorový mechanismus je soustava těles, z nichž nejméně jedno se pohybuje po obecné prostorové křivce.
- Ohebné mechanismy tvoří řada tuhých těles, spojených ohebnými prvky.

Sestavy prvků, které řídí pohyb stroje, se také nazývají „mechanismy“.  Patří mezi ně převody a převodové skříně, které zahrnují řemenové a řetězové převody, vačky a pákoví, ale také zvláštní mechanismy, například upínací, křížové nebo třecí, jako jsou brzdy a spojky.

### Převody a převodovky

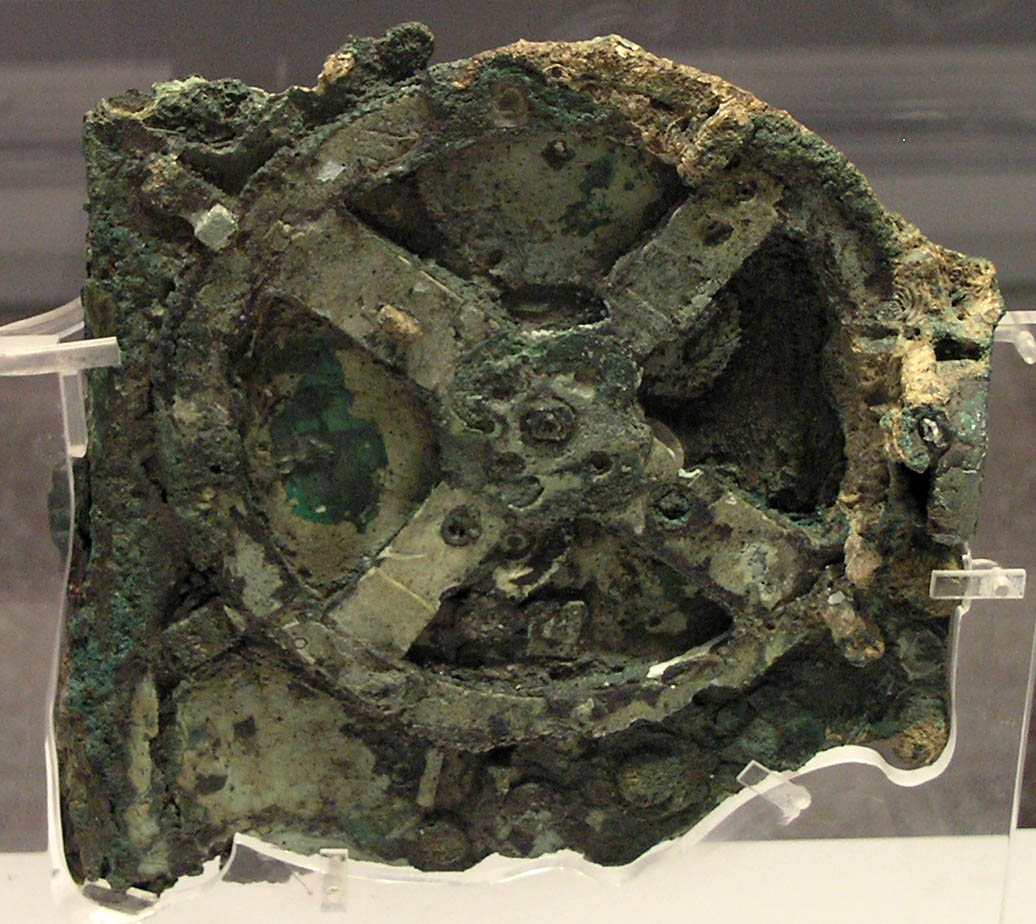
Mechanismus z Antikythéry (hlavní fragment)

Přenos otáčení mezi do sebe zapadajícími ozubenými koly lze do minulosti sledovat až po mechanismus z Antikythéry a snad i čínské „vozíky mířící k jihu“. Ty se sice nezachovaly, ale podle zmínek v literatuře se snad jednalo o dvoukolový kovový vozík, na němž stála socha, kterou na začátku výpravy ručně nastavili směrem k jihu. 
Podle některých autorů potom mechanismus vozíku otáčel sochu v každé zatáčce tak, aby zase mířila k jihu. Princip ale není znám.

Schéma automobilové převodovky

Na kresbách renesančního vědce Georgia Agricoly († 1555) jsou kola s cykloidním ozubením, pozdější objev evolventního ozubení umožnil rovnoměrný přenos pohybu bez výkyvů. 
Mezi důležité vlastnosti ozubených převodů patří:
- přesný a stálý převodový poměr, určený poměrem roztečných kružnic;
- možnost převodů i mezi osami, které nejsou rovnoběžné (úhlové převody);
- planetové soukolí poskytuje velký převodový poměr v kompaktním provedení;
- možnost převodů s koly, která nejsou kruhová a působí tedy pravidelně proměnný převodový poměr;
- převodové poměry řemenových a řetězových převodů se počítají stejně jako ozubených.

### Vačky a vačkové mechanismy
Vačka je otáčivá součást s nestejným poloměrem, která může vyvolávat nerovnoměrný a obousměrný přímočarý pohyb nějakého táhla nebo vahadla. Typickým příkladem jsou vačkové hřídele spalovacích motorů, které řídí otvírání ventilů.

### Pákoví

Zatahovací podvozek letadla: 1. hydraulický pohon; 2. závěs; 3. vzpěra; 4. závěs kola; 5. kolo; 6. křídlo. Barevné oblouky značí dráhy bodů, čárkovaně je podvozek v zataženém stavu.

Jansenovo pákoví simuluje chůzi šestinohého živočicha (rotační pohon nahoře uprostřed)

Pákoví je sestava pevných táhel spojených klouby, která určuje dráhu výstupního členu. Nejznámější je Wattovo pákoví se čtyřmi klouby, pantograf se šesti klouby atd. Významná pákoví generují přímočarý pohyb a nahrazují tak přímá vedení, kdežto například Jansenovo pákoví simuluje chůzi..

## Elementární prvky
Elementární prvky strojů patří do tří základních typů: 
1. Strukturální prvky jako části rámů, ložiska, osy, pera a drážky, spojovací prvky, těsnění a mazadla.
2. Mechanismy, které pohyb různě řídí, jako ozubené, řemenová a řetězové převody, vačky, spojky a brzdy.
3. Řídící prvky jako knoflíky, přepínače, indikátory, sensory, aktuátory a řídící počítače.[5]

Kryty a ovládací prvky strojů tvoří část interface s obsluhou.

### Strukturální prvky
- Rám mechanismu je důležitou součástí, protože o něj se opírají i pohyblivé prvky.
- Ložiska a čepy spojují pohyblivé prvky a jsou zdrojem tření.
- Pera a drážky jsou prostředky pro pevné spojení kola s hřídeli a zajišťují bezpečný přenos otáčivého pohybu.
- Pružiny obstarávají síly, které buď drží součásti pohromadě, anebo slouží k jejich pružnému zavěšení.
- Těsnění zajišťují, aby se voda, prach nebo agresivní plyny nedostaly mezi styčné plochy pohyblivých součástí.
- Spojovací součásti jako šrouby, kolíky, pružné spojky a nýty zajišťují rozebíratelná i nerozebíratelná spojení součástí, kdežto svářené, spájené a lepené součásti se při demontáži musí rozřezat.

### Řídící prvky
Řídící mechanismy zahrnují sensory, logiku a spínače, které řídí a ovládají různé složky stroje. Nejznámější automatický řídící mechanismu je patrně odstředivý regulátor parního stroje. Jiným příkladem je termostat, který otvírá a zavírá ventil pro chladicí vodu nebo naopak teplou vodu v topení. Programovatelné automaty a počítače pozvolna nahrazují relé a v kombinaci se servomotory umožňují konstrukci robotů. 

## Počítací stroje

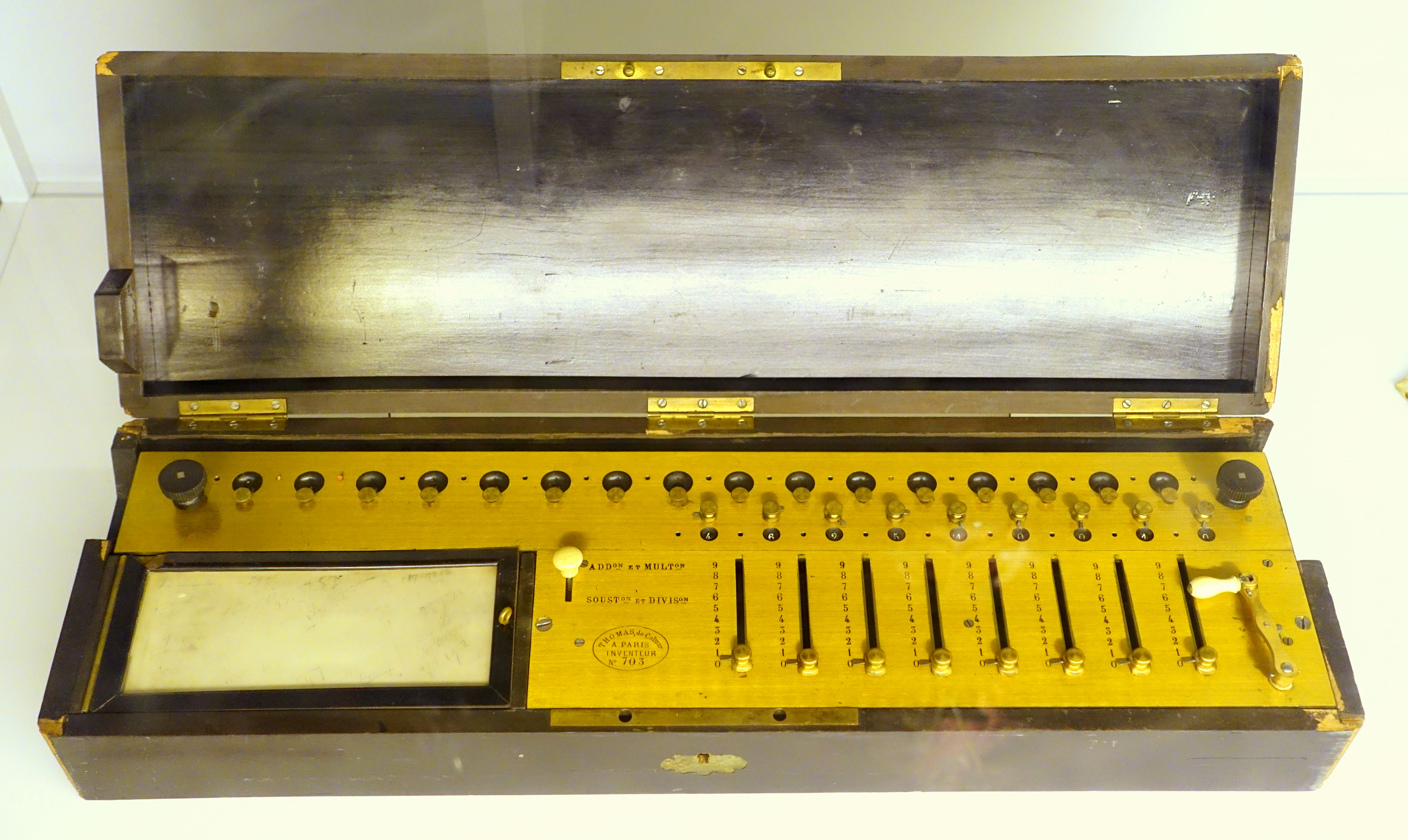
Aritmometr francouzského vynálezce Charlese Xaviera Thomase prováděl čtyři základní operace a vyráběl se v letech 1866-1870.

První mechanický počítací stroj pro sečítání a odečítání zkonstruoval roku 1642 francouzský filosof a vědec Blaise Pascal, neměl však žádný vlastní pohon, takže bychom jej dnes řadili mezi nástroje. Charles Babbage zkonstruoval v roce 1837 stroje na tabulaci logaritmů a jiných funkcí. Jeho diferenční stroj byl vyspělý mechanický kalkulátor a jeho (programovatelný) analytický stroj lze považovat za předchůdce moderních počítačů. Pro automatické programovatelné číslicové počítače se sice v 50. letech 20. století i v  češtině objevil poměrně výstižné názvy "matematické stroje" a "stroje na zpracování informací", ale jak se postupně zbavovaly pohyblivých mechanických prvků, většinou se mezi stroje nepočítají. Totéž platí pro kapesní elektronické kalkulátory, chytré telefony a další čistě elektronická zařízení.

## Molekulární stroje

Ribosom je biologický stroj, kterrý využívá dynamiku proteinů

Molekula myosinu reaguje na ATP a ADP a střídavě se navazuje na aktinové vlákno a mění svůj tvar způsobem, který vyvozuje sílu, a zase uvolňuje svůj tvar. Tím působí jako molekulární pohon stahování svalů. Podobně má molekula kinesinu dvě sekce, které se střídavě navazují a opět uvolňují od mikrotubulů. Tak se pohybuje podél mikrotubulu a přenáší váčky uvnitř buňky, kdežto dynein transportuje náklady směrem k jádru a vytváří axonový tep motile cilia a flagelly (bičíku). "Motile cilium je nanostroj, složený z nějakých 600 proteinů v molekulárních komplexech, z nichž některé fungují i jako samostatné nanostroje."

## Stroje podle oboru
- Dopravní stroje
  - Automobily osobní, nákladní, závodní, traktory, speciální
  - Čerpadla, kompresory, vývěvy
  - Dopravníky, lanovky, výtahy
  - Jízdní kola a motocykly
  - Kolejová vozidla: lokomotiva, metro, tramvaj, vlak
  - Letadla, vrtulníky, drony
  - Lodi a plavidla
- Energetické stroje: dynamo, generátor, kompresor, parní stroj, sluneční elektrárna, transformátor, turbína
- Hutnické stroje: konvertor, tavicí pec, válcovací stolice, vysoká pec
- Motory: elektrické, hydraulické, pneumatické, spalovací
- Papírenské a polygrafické stroje
- Potravinářské stroje: mlýny, lisy, pece, mrazicí a chladicí stroje
  - Cukrovarnické stroje
  - Pivovarské stroje
- Stavební stroje: bagry, buldozery, jeřáby, míchačky, válce
- Stroje pro domácnost: pračky, vysavače, ledničky, šicí stroje
- Textilní stroje: přádelenské stroje, tkalcovské stavy, kalandry
- Těžební stroje
- Výrobní stroje
  - Obráběcí stroje: brusky, frézky, hoblovky, leštičky, obrážečky, pily, soustruhy, vrtačky
  - Tvářecí stroje: buchary, lisy, nůžky, ohýbačky, válcovací stroje
  - Elektroerozivní stroje: hloubičky, drátovačky
- Zbraně
  - Bojová vozidla, tanky
  - Děla, pušky, kulomety
  - Vojenská letadla
  - Vojenská plavidla, ponorky
- Zemědělské stroje: dojičky, pluhy, secí stroje, traktory, sklízecí mlátičky (kombajny)